# Caso Quemados
Le Caso Quemados (« Affaire des brulés ») est un meurtre et une tentative de meurtre, qui s’est produit le 2 juillet 1986, à Santiago du Chili, dans le contexte d’une grève nationale contre le régime militaire d’Augusto Pinochet. Ce matin-là, un groupe de militaires sous les ordres de l’officier Pedro Fernandez Dittus patrouillait les rues de Santiago. Ils interceptèrent deux jeunes opposants : l'étudiante Carmen Gloria Quintana, 18 ans, et le photographe Rodrigo Rojas De Negri, 19 ans. Ils les frappèrent violemment, les arrosèrent avec de l’essence et les brulèrent vifs, puis ils les menèrent à un terrain vague de Quilicura dans la périphérie nord de la ville où ils les abandonnèrent. Rodrigo Rojas décéda quelques jours plus tard.
Ce fait a déclenché une série de manifestations contre le régime de Pinochet, tant à l’intérieur du Chili qu’à l’extérieur; notamment aux États-Unis, où Rodrigo Rojas résidait.

## Description des faits

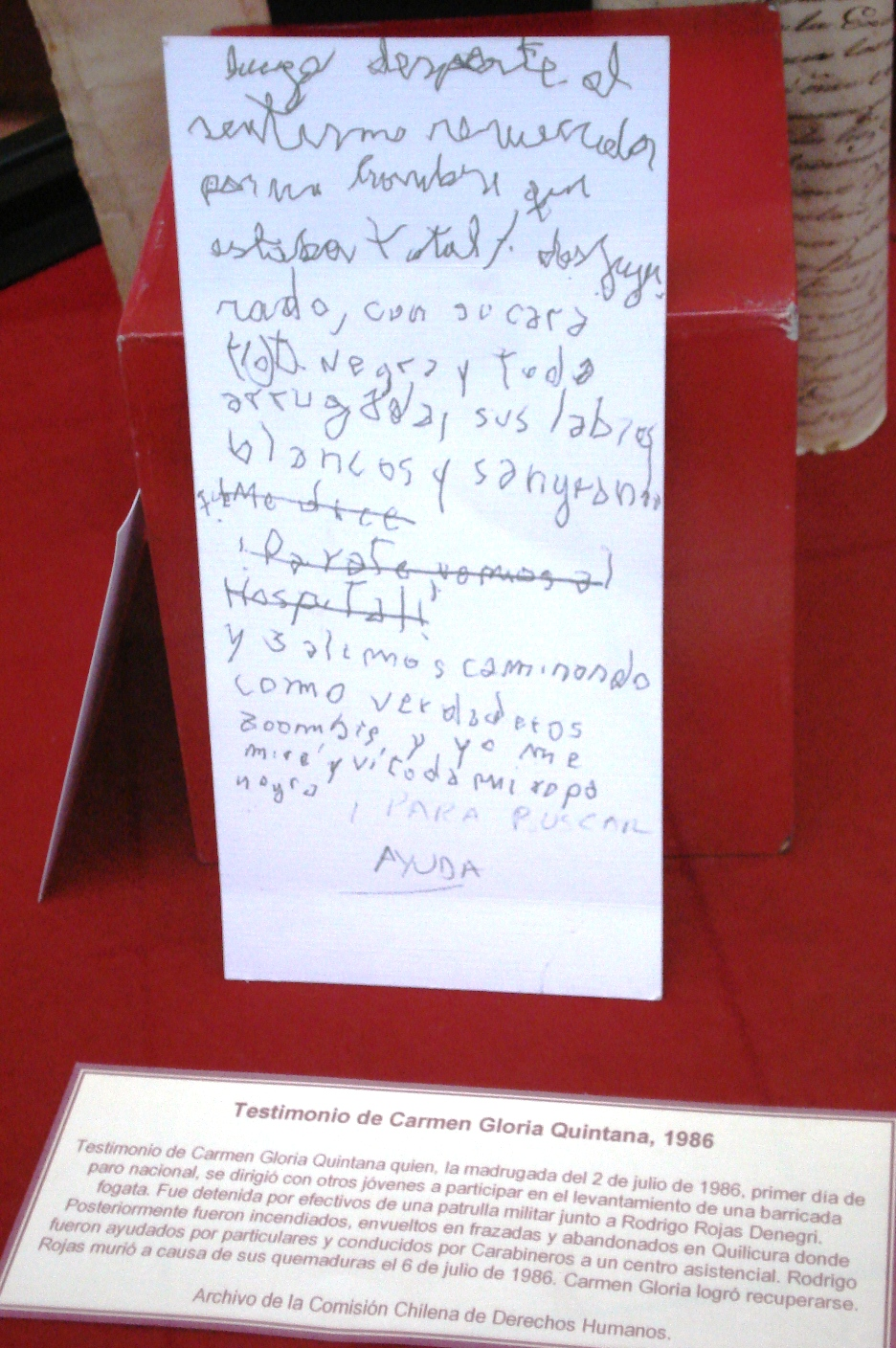
Manuscrit de Carmen Gloria Qunitana sur les violences subies. Colección del Archivo Nacional de Chile Collection des Archives Nationales du Chili.

Les opposants contre Pinochet espéraient vivement que l’année 1986 serait « L’année de la Victoire » et dans cet esprit, ils avaient programmé une série des journées de manifestations qui devraient finir avec une grande grève nationale le 2 et le 3 juillet de cette année-là. Dans tous les quartiers, les groupes politiques opposants s'étaient préparés. En réponse, le gouvernement envoya des militaires pour surveiller les rues.
Dans le quartier populaire Los Nogales, commune Estacion Central (La Gare Centrale) de Santiago, le matin du 2 juillet, un groupe de personnes s’apprêtait à faire une barricade dans un secteur stratégique du quartier. Le groupe portait 5 pneumatiques usés, un cocktail Molotov et un bidon d’essence. À huit heures du matin, ils sont interceptés sur l’Avenue General Velasquez à l’angle de la rue Germán Yungue, par une patrouille militaire commandée par le lieutenant Pedro Fernandez Dittus et composée par 3 civils, 5 sous-officiers et 17 soldats. La plupart des jeunes qui s’y trouvaient ont réussi à échapper, sauf Carmen Gloria Quintana et Rodrigo Rojas De Negri. La suite des événements fait l'objet de deux versions:
- D’après la version de la patrouille militaire (version officielle pour le gouvernement de l’époque), quand les jeunes furent arrêtés, des bouteilles de cocktails Molotov se sont brisées, et les ont brûlés de façon accidentelle. Des versions de la presse de l’époque indiquèrent même que les jeunes avaient lancé un Cocktail Molotov d’un coup de pied vers les militaires.
- D’après la déclaration de Carmen Gloria Quintana, la seule qui a survécu aux faits, les militaires les ont violemment frappés  et plus tard, ils ont arrosé d’essence et ont déclenché le feu. Un témoin a déclaré aussi que les militaires se réjouissaient durant les faits[1].

Les deux versions sont d’accord pour dire qu'ensuite quelques membres de la patrouille les enveloppèrent, inconscients, avec des couvertures, les mirent dans une voiture militaire et les menèrent vers un chemin isolé aux faubourgs de Santiago, à plus de 20 km. de distance. Là, ils les abandonnèrent pour les laisser mourir. Des travailleurs agricoles les ont trouvés et ils prévinrent la police, qui vint les chercher et les emmenèrent dans un hôpital public pour les faire soigner.
Les jeunes brulés furent déplacés plus tard dans un autre hôpital, mais Rodrigo Rojas décéda quatre jours plus tard, des suites de ses blessures. Carmen Gloria Quintana a réussi à survivre, mais elle s’est trouvée entre la vie et la mort pendant des semaines, avec des brûlures de deuxième et  troisième degré sur 62 % de son corps et beaucoup de dents cassées. Puis, elle a dû se soumettre à de longues thérapies médicales au Chili et au Canada. Malgré ces traitements, elle porte encore les cicatrices de cet attentat qui ont défiguré son corps.

## Suites judiciaires
Même si la presse officielle et le gouvernement de Pinochet ont essayé, d’abord de nier les faits, puis de s'en tenir à la version militaire, les réclamations des divers gouvernements étrangers et des organisations des Droits Humains ont abouti à un traitement judiciaire de l'affaire. Le Ministère de l’Intérieur sollicita l’assignation d’un juge d’instruction, la justice nomma le magistrat Alberto Echavarria Lorca. Quelques jours plus tard, le 23 juillet, celui-ci déclara :
a) Que Rodrigo Rojas de Negri et Carmen Gloria Quintana Arancibia ont été arrêtés le 2 de ce mois par une patrouille militaire qui assurait la libre circulation des voitures, en les contraignant à rester transitoirement sur place, l’un à côté de l’autre et à côté des produits dangereux à combustion rapide. Un mouvement provoqua un départ d'incendie, et des brûlures graves des deux personnes arrêtées et plus tard, la mort du jeune Rojas ;
b) Que les jeunes brûlés n’ont pas eu les premiers secours, mais qu’ils ont été libérés sur place, après quelques minutes et en conditions non favorables pour obtenir les secours nécessaires.
Pour cette raison (malgré l’absurdité de la phrase « ils ont été libérés »), la résolution du juge d’instruction, se déclarant incompétent, laissa en liberté les militaires impliqués. L'officier seul fut maintenu en détention pour être jugé par un tribunal militaire, accusé uniquement de n'avoir pas fait transporter assez rapidement les deux jeunes gens brûlés.  D’après les rapports d’Amnesty International de cette année-là, les témoins et les avocats des victimes reçurent des menaces de mort (trois témoins ont dû abandonner le pays).
Face aux critiques et aux pressions internationales, le 3 janvier 1991, un tribunal militaire jugea l’officier Fernández Dittus, coupable simplement de négligence, pour ne pas avoir mis en œuvre des secours médicaux pour Rodrigo Rojas de Negri mais l'acquitta de toute responsabilité dans les brûlures. 
Il faudra attendre l'année 1993 pour que la Cour Suprême chilienne prononce une condamnation de Fernandez Dittus à 600 jours de prison, pour la mort par brûlures de Rodrigo Rojas de Negri, et pour les graves brûlures de Carmen Gloria Quintana.  En octobre 2000, un autre tribunal ordonne que l’État chilien paie 251,7 millions de pésos de compensation à Carmen Gloria (autour de 50 000 U$).
En janvier 2024, la Cour suprême du Chili a prononcé une peine de 20 ans de prisons pour les 4 militaires impliqués dans cette affaire, près de 40 ans après les faits,. 

## Rencontres et Hommages
Pendant la visite au Chili de Jean-Paul II, Carmen Gloria Quintana a rencontré  le pape à l’église « El hogar de Cristo » à Santiago.
Le groupe de musiciens chiliens Illapu leur a dédié la chanson «Para seguir viviendo», publiée dans le disque homonyme de 1986.
Le duo chilien Quelentaro, Gastón y Eduardo Guzmán, leur a dédié une poésie intitulée « Rodrigo rojas ».